# Mocidade Alegre da Vila das Graças
{{Info/Carnaval
|nome=Mocidade Alegre da Vila das Graças
|cor fundo=Red
|cor letra=Gold
|imagem=
|tamanho=
|fundação=9 de março de 1974 (51 anos)
|cores=[[Vermelho] Azul] e amarelo
|símbolo=
|bairro=Vila das Graças
|site=
|presidente=Áurea Martins Toti
|presidente de honra=
|patrono=
|ano=
|enredo= 
|horário= 
}}
Império Central da Mocidade Alegre da Vila Das Graças é uma escola de samba de Taubaté.
A agremiação foi criada em 9 de março de 1974, na Praça Cel. Vitoriano. Posteriormente, transferiu-se para a Praça Nossa Senhora das Graças, e ainda para a Av. Cônego José Luis, até que no ano de 1978, chegou à sede atual, na Rua Padre Francisco, na Vila das Graças. Seu primeiro presidente foi João Evangelista de Sousa, e em 2012, o cargo é ocupado por Aurea Martins Toti.
O Império da Mocidade Alegre sagrou-se campeão do Carnaval de Taubaté em oito oportunidades: 1980, 1981, 1983, 2002, 2003, 2006, 2010 e 2011.
Em 2012, foi vice-campeã.

## Segmentos

### Presidentes
| Nome               | Mandato        | Ref.  |
| ------------------ | -------------- | ----- |
| Áurea Martins Toti | ? - atualidade | [ 3 ] |

### Diretores
| Ano  | Diretor de Eventos      | Diretor de harmonia | Mestre de bateria        | Ref.  |
| ---- | ----------------------- | ------------------- | ------------------------ | ----- |
| 2016 | Francisco Mathias       |                     |                          | [ 3 ] |
| 2017 | Rodrigo Alves de Moraes |                     | Paulo Henrique de Moraes |       |

### Coreógrafo
| Ano  | Nome           | Ref. |
| ---- | -------------- | ---- |
| 2016 | Vanessa Vialta |      |
| 2017 | Jean Augusto   |      |

### Casal de Mestre-sala e Porta-bandeira
| Ano  | Nome                | Ref.  |
| ---- | ------------------- | ----- |
| 2016 | Alexandre e Naninha | [ 3 ] |
| 2017 | Alexandre e Naninha |       |

### Rainhas de bateria
| Período | Rainha         | Madrinha       | Ref. |
| ------- | -------------- | -------------- | ---- |
| 2016    | Maiara Ananias | Larissa Apenas |      |
| 2017    | Elisângela     | Larissa Apenas |      |

## Carnavais
| Ano  | Colocação   | Grupo    | Enredo | Carnavalesco         | Intérprete                | Ref.        |
| ---- | ----------- | -------- | --- | -------------------- | ------------------------- | ----------- |
| 2006 | Campeã      | Especial | Bandeiras e Brasões Contando Nossas Origens: Brasil e Portugal Construindo Histórias Mil                                                 |                      |                           | [ 4 ]       |
| 2011 | Campeã      | Especial | O sitio do pica pau amarelo na terra dos deuses                                                                                          | Comissão de carnaval |                           | [ 1 ]       |
| 2012 | Vice-campeã | Especial | A lenda da Sapucaia Oróca |                      |                           | [ 5 ]       |
| 2013 | 3º lugar    | Especial | |                      | Pipo, Tio Léo e Baiano    | [ 6 ]       |
| 2014 | 3º lugar    | Especial | |                      |                           | [ 7 ]       |
| 2016 | Vice-campeã | Especial | Taubaté, sua bandeira e seu brasão contam as suas origens. De aldeia indígena a pólo de desenvolvimento nacional Compositor:Édson Jarbas |                      | Bere, Bruno, Baiano, Pipo | [ 3 ] [ 8 ] |
| 2017 |             | Especial | Os Arautos Anunciam ``A Mocidade Chegou´´                                                                                                |                      |                           |             |